# Barbara (2012)
Barbara é um filme de drama alemão de 2012 dirigido e coescrito por Christian Petzold. 
Foi selecionado como representante da Alemanha à edição do Oscar 2013, organizada pela Academia de Artes e Ciências Cinematográficas.

## Elenco
- Nina Hoss - Barbara Wolff
- Ronald Zehrfeld - Dr André Reiser
- Rainer Bock - Klaus Schütz
- Jasna Fritzi Bauer - Stella
- Christina Hecke - Karin
- Mark Waschke - Jörg
- Peter Benedict - Gerhard
- Jannik Schümann - Mario
- Alicia von Rittberg - Angie
- Susanne Bormann - Steffi
- Claudia Geisler - Schlösser
- Deniz Petzold - Angelo
- Rosa Enskat - Bungert